# آنا أكانا
آنا كاي أكانا (باليابانية: アンナ・アカナ) (بالإنجليزية: Anna Akana) (من مواليد 18 أغسطس 1989) ممثلة ومخرجة ومغنية وموسيقية ومؤلفة وكوميدية أمريكية. وهي معروفة بقناتها على يوتيوب، التي تضم أكثر من 2.5 مليون مشترك وأكثر من 226 مليون مشاهدة فيديو.

## الروابط الخارجية
- آنا أكانا على موقع IMDb (الإنجليزية)
- آنا أكانا على موقع ألو سيني (الفرنسية)
- آنا أكانا على موقع ميوزك برينز (الإنجليزية)
- آنا أكانا على موقع أول موفي (الإنجليزية)
- آنا أكانا على موقع قاعدة بيانات الفيلم (الإنجليزية)
- آنا أكانا على موقع كينوبويسك (الروسية)
- الموقع الرسمي
- آنا أكانا في قاعدة بيانات الأفلام على الإنترنت
- ghostandstars.com